# Sphaerella fagicola
Sphaerella fagicola är en svampart som först beskrevs av Elias Fries, och fick sitt nu gällande namn av Bernhard Auerswald 1869. Sphaerella fagicola ingår i släktet Sphaerella och familjen Mycosphaerellaceae.   Inga underarter finns listade i Catalogue of Life.